# Лаврентій Русин з Любліна
Лаврентій Русин з Любліна  (лат. Laurentius Rewsse або Ruthenus de Lublin, пол. Wawrzyniec Rewsse) — львівський міщанин XV ст. Лавник (1441—1447), війт Львова (1443-1447).